# Christine Adjouablé
Christine Koffi dite Adjouablé , née le 5 octobre 1978, est une joueuse de handball de Côte d'Ivoire.

## Palmarès
- Médaille de bronze lors des Jeux panafricains 2007 à Alger[1]
- Médaille d'argent lors du Championnat d'Afrique des nations 2008.